# Víctor Emilio Masalles Pere

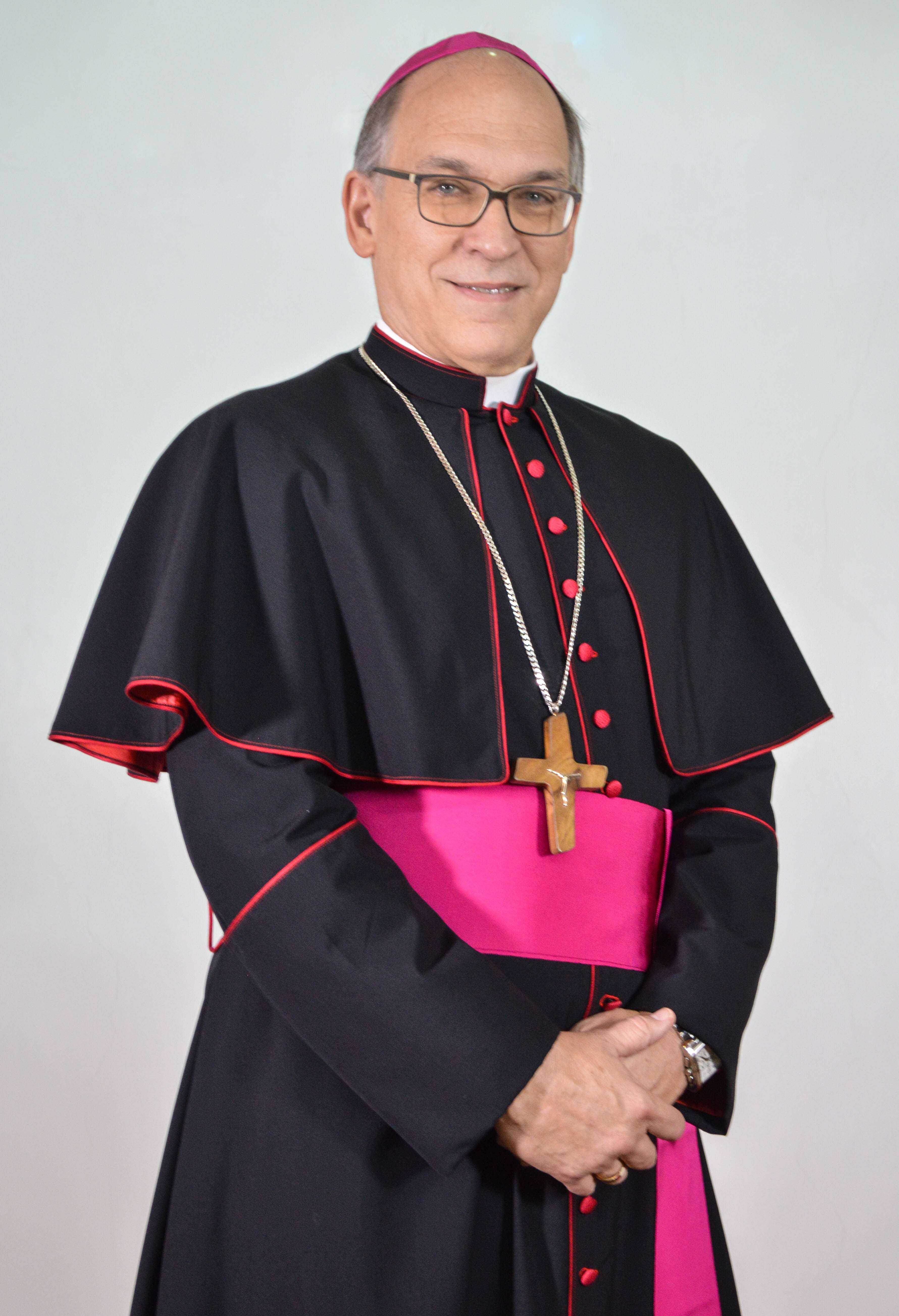
Víctor Emilio Masalles Pere (2018)

Bischofswappen von Víctor Emilio Masalles Pere

Víctor Emilio Masalles Pere (* 29. Juni 1961 in Barcelona) ist ein spanischer Geistlicher und emeritierter römisch-katholischer Bischof von Baní.

## Leben
Der Erzbischof von Santo Domingo und Militärbischof der Dominikanischen Republik, Nicolás de Jesús Kardinal López Rodríguez, weihte ihn am 7. Juli 1991 zum Priester.
Papst Benedikt XVI. ernannte ihn am 8. Mai 2010 zum Titularbischof von Girba und Weihbischof in Santo Domingo. Der Erzbischof von Santo Domingo, Nicolás de Jesús Kardinal López Rodríguez, spendete ihm am 29. Juni desselben Jahres die Bischofsweihe; Mitkonsekratoren waren Erzbischof Józef Wesołowski, Apostolischer Nuntius in der Dominikanischen Republik, und Jesús María de Jesús Moya, Bischof von San Francisco de Macorís.
Papst Franziskus ernannte ihn am 14. Dezember 2016 zum Bischof von Baní. Die Amtseinführung fand am 11. Februar des folgenden Jahres statt.
Am 12. September 2023 nahm Papst Franziskus seinen Amtsverzicht als Bischof von Baní an.